# Weil (cratère)
Pour les articles homonymes, voir Weil.
Weil est le nom d'un cratère d'impact présent sur la surface de Vénus.
Le cratère a ainsi été nommé par l'Union astronomique internationale en 1994 en hommage à l'écrivaine et philosophe française Simone Weil.
Son diamètre est de 24,2 km. Il se situe dans la région du quadrangle de Devana Chasma (quadrangle V-29).